# Рябошапка Олександр Антонович
Олекса́ндр Анто́нович Рябоша́пка (27 жовтня 1945 , Диківка, Кіровоградська область  — 6 жовтня 2018 , Знам'янка, Кіровоградська область ) — український журналіст, письменник, член Національної спілки журналістів України, лауреат обласної краєзнавчої премії імені Володимира Ястребова. Почесний громадянин міста Знам'янки.

## Біографія
Народився 27 жовтня 1945 року в селі Диківка Знам'янського району. Є почесним громадянином цього села.
Закінчив Диківську середню школу, школу механізації сільського господарства, Олександрійське культосвітнє училище, філологічний факультет Кіровоградського державного педагогічного інституту імені О. С. Пушкіна. Працював у редакціях газет Знам'янки і Добровеличківки, радіомовленні, у міськрайонних газетах, пройшов шлях від коректора до заступника редактора.
Остання посада (1976 р.) перед отриманою травмою хребта — заступник редактора районної газети. Переніс три складні операції на спинному мозку.
Нагороджений медаллю «За трудову відзнаку», нагрудним знаком «За сумлінну працю» Міністерства праці та соціальної політики України. З 1978 по 2002 роки у різних виданнях надрукував понад тисячу публікацій. Переможець кількох обласних поетичних і краєзнавчих конкурсів.

## Творчість
Олександр Антонович Рябошапка є автором десяти книжок і багатьох газетних статей. Основна тема творчості — важкі часи окупації нацистськими військами території Знам'янського району Кіровоградської області.
- «Такі незвичайні долі»
- «Чорнолісся пам'ятає»
- «Вічне джерело»
- «Дорогі мої земляки»
- «Знам'янка: залізниця, історія, люди»
- «Два кольори»
- «Вогонь нескорених сердець»
- «Пам'ять крізь роки»
- «Шумить і стогне Чорний ліс»
- «За Перемогу і Правду»

Як журналіст і краєзнавець брав активну участь у створенні Книги пам'яті та Книги скорботи.

## Публікації О. Рябошапки в ЗМІ
1. Олександр. Микола Лисенко: знам'янські канікули / О. Рябошапка // Знам'янські вісті. — 2012. — 5 вересня. — С. 4 : фото
2. Олександр. У витоках вода чиста / Олександр Рябошапка // Народне слово. — 2013. — 1 серпня. — С. 9
3. Олександр. Загинув на знам'янській землі / О. Рябошапка // Народне слово. — 2014. — 27 березня. — С. 7 : фото
4. Олександр. У свої двадцять років / О. Рябошапка // Народне слово. — 2014. — 3 квітня. — С. 7
5. Олександр. Майор Циганков: фронтовий щоденник / Олександр Рябошапка // Народне слово. — 2014. — 17 квітня. — С. 7 : фото
6. Олександр. Я говорю серцем своїм / Олександр Рябошапка // Народне слово. — 2014. — 10 квітня. — С. 3 : фото
7. Олександр. Від Чорного моря до Чорного лісу: До 145-річчя Знам'янки / Олександр Рябошапка // Народне слово. — 2014. — 31 липня. — С. 7 : фото
8. Олександр. Вірші мужньої людини / Олександр Антонович Рябошапка // Народне слово. — 2014. — 31 липня. — С. 10. — Зміст: Моєму місту ; Вечірнє ; Забарився!
9. Олександр. Нескорена полтавчанка Марія Приходько / Олександр Рябошапка // Народне слово. — 2014. — № 40 (12-18 вересня). — С. 7 : фото
10. Олександр. Вірші / Олександр Рябошапка // Народне слово. — 2014. — № 53 (4 грудня). — С. 9
11. Олександр. Незабуті імена / Олександр Рябошапка // Народне слово. — 2015. — 1 січня. — С. 7
12. Олександр. Партизанські сторінки / Олександр Рябошапка // Народне слово. — 2015. — 26 березня. — С. 5 : фото
13. Рябошапка Олександр. Згадаймо відважного кіннотника / Олександр Рябошапка // Народне слово. — 2015. — 11 червня. — С. 6 : фото
14. Рябошапка Олександр. Випускники моєї школи / Олександр Рябошапка // Народне слово. — 2015. — 14 жовтня. — С. 9
15. Рябошапка Олександр. Їх пам'ятає братня Білорусь / Олександр Рябошапка // Народне слово. — 2015. — 29 жовтня. — С. 8 : фото

## Публікації про життя і діяльність О. Рябошапки
- Янчуков Станіслав Миколайович. З іменем Володимира Ястребова / Станіслав Янчуков. — Кіровоград: Центрально-Українське вид-во, 2005. — 158 с. : портр, фото.кол.
- Добрін Н. Земляк — землякам / Н. Добрін // Діалог. — 1995. — 28 серпня. — С. 2
- Ружич В. «Життя прожити — не поле перейти, але мені і поле перейти важко»: про О, А. Рябошапку / В. Ружич // Сільське життя. — 1995. — 28 жовтня. — С. 2
- Корінь Антоніна. Восьма книга Олександра Рябошапки / А.Корінь // Кіровоградська правда. — 1999. — 15 квітня. — С. 3
- Їм присвоєно звання «Почесний громадянин міста» // Знам'янські вісті. — 2002. — 3 серпня. — С. 2
- Кривенко О. День за днем — нова робота / О. Кривенко // Сільське життя. — 2005. — 26 лютого. — С. 4
- Кривенко О. Краєзнавець, патріот-пошуковець: Сто видатних знам'янчан / О. Кривенко // Знам'янські вісті. — 2008. — 15 жовтня. — С. 3
- Смик О. Людина незвичайної долі / О. Смик //Знам'янські вісті. — 2010. — 27 жовтня. — С. 3
- Бельницька М. Вічне джерело / М. Бельніцька // Украина-Центр. — 2011. — 24 марта. — С. 18
- Бельницька М. Людські долі. Пам'яті нашого колеги — журналіста, Почесного громадянина міста Знам'янки О. А. Рябошапки / М. Бельніцька // Знам'янські вісті. — 2018. — 13 жовтня. — С. 1,4 : фото